# Martinský les
Martinský les este o arie protejată (arie specială de conservare — SAC, sit de importanță comunitară — SCI) din Slovacia întinsă pe o suprafață de 994,16 ha, integral pe uscat.

## Localizare
Centrul sitului Martinský les este situat la coordonatele 48°15′41″N 17°22′55″E / 48.261389°N 17.381944°E.

## Înființare
Situl Martinský les a fost declarat sit de importanță comunitară în aprilie 2004 pentru a proteja 1 specie de animale. Situl a fost protejat și ca arie specială de conservare în martie 2004.

## Biodiversitate
Situată în ecoregiunea panonică, aria protejată conține 3 habitate naturale: Păduri panonice-balcanice de stejar turcesc - stejar sesil, Păduri stepice euro-siberiene cu Quercus spp., Păduri panonice cu Quercus petraea și Carpinus betulus.
La baza desemnării sitului se află o specie protejată de  nevertebrate: croitorul mare al stejarului (Cerambyx cerdo).
Pe lângă speciile protejate, pe teritoriul sitului au mai fost identificate 2 specii de amfibieni, 1 specie de reptile.